# Виршајд
Виршајд (њем. Wirscheid) општина је у њемачкој савезној држави Рајна-Палатинат. Једно је од 192 општинска средишта округа Вестервалд. Према процјени из 2010. у општини је живјело 317 становника. Посједује регионалну шифру (AGS) 7143082.

## Географски и демографски подаци
Виршајд се налази у савезној држави Рајна-Палатинат у округу Вестервалд. Општина се налази на надморској висини од 296 метара. Површина општине износи 2,7 km². У самом мјесту је, према процјени из 2010. године, живјело 317 становника. Просјечна густина становништва износи 118 становника/km².

## Међународна сарадња
| Мјесто | Држава               | Врста сарадње | Од    |
| ------ | -------------------- | ------------- | ----- |
| Аундл  | Уједињено Краљевство | партнерство   | 1994. |
| Кондет | Француска            | партнерство   | 1995. |
| Извор  |                      |               |       |